# Roddam (Northumberland)
Pour les articles homonymes, voir Roddam.
 (février 2024).
Roddam est une paroisse civile et un village du Northumberland, en Angleterre. La population de la paroisse civile au recensement de 2001 était de 77 habitants.